# OHKフラッシュニュース
『OHKフラッシュニュース』（オーエイチケイフラッシュニュース）は、岡山放送（OHK）で放送されていたスポットニュース番組。

## 概要
岡山県・香川県ローカルのスポットニュース番組として放送され、本番組がOHKの平日最終ニュース枠となっていた。
2015年3月29日までは『OHKフラッシュニュース FNN』として、21時前の全国ニュース（『FNNレインボー発』→『FNN NEWS Pick Up』）の差し替えタイトルとしても使われていたが、同年3月30日からはキー局・フジテレビと同じタイトル（『こんやのニュース』→『ユアタイム クイック』→『THE NEWSα Pick』）で放送され、2018年3月末で廃枠となった。
以前はネットニュースが『OHKフラッシュナイト FNN』、ローカルニュースは『OHKフラッシュナイト』というタイトルだった。
現在は、OHKのローカルニュース枠は夕方の「OHK Live News」内、18:09～のローカル枠が最終であり、夜の時間帯は「FNN Live News α」の放送のみである。

## 放送時間
当日の編成によっては、放送時間の繰り下げ等が行われる。
過去
- 2015年3月29日まで 毎日 20:54 - 21:00
- かつては昼間14時台 - 15時台のフジテレビ発全国ニュース（『FNNニュース2:00』など）の差し替えタイトルとしても使われていた。
- 他には土曜深夜（『すぽると!』終了後）にも放送されていたが、現在では廃枠となっている。

- それ以降 月曜 - 木曜 22:54 - 23:00 / 金曜 22:52 - 23:00
  - OHK発 岡山県・香川県のローカルニュースを放送。